# 48e parallèle sud
Pour les articles homonymes, voir 48e parallèle.
En géographie, le 48e parallèle sud est le parallèle joignant les points de la surface de la Terre dont la latitude est égale à 48° sud.

## Géographie

### Dimensions
Dans le système géodésique WGS 84, au niveau de 48° de latitude sud, un degré de longitude équivaut à 74,625 km ; la longueur totale du parallèle est de 26 865 km, soit environ 67 % de celle de l'équateur. Il en est distant de 5 318 km et du pôle Sud de 4 683 km,.

### Régions traversées
Le 48e parallèle sud passe au-dessus des océans sur plus de 98 % de sa longueur ; il coupe cependant la pointe sud de l'Amérique du Sud, ainsi que l'île Stewart en Nouvelle-Zélande.
Le tableau ci-dessous résume les différentes zones traversées par le parallèle, d'ouest en est :
| Zone                                   | Début                 | Fin                   | Longueur (km) |
| -------------------------------------- | --------------------- | --------------------- | ------------- |
| Océans Atlantique, Indien et Pacifique | 48° 00′ S, 65° 55′ O  | 48° 00′ S, 166° 33′ E | 17 348        |
| Les Snares (Nouvelle-Zélande)          | 48° 00′ S, 166° 33′ E | 48° 00′ S, 166° 35′ E | 2             |
| Océan Pacifique                        | 48° 00′ S, 166° 35′ E | 48° 00′ S, 75° 17′ O  | 8 816         |
| Archipel Guayaneco (Chili)             | 48° 00′ S, 75° 17′ O  | 48° 00′ S, 74° 36′ O  | 51            |
| Amérique du Sud (Chili et Argentine)   | 48° 00′ S, 74° 36′ O  | 48° 00′ S, 65° 55′ O  | 648           |